# 切尔马雷克
切尔马雷克是乌克兰東部顿涅茨克州马里乌波尔区萨尔塔纳市镇内的村庄。该村由来自克里米亚的希腊人移民于1779年建立。

## 名称
1945年，根据乌克兰苏维埃社会主义共和国最高苏维埃主席团的法令，该村被更名为扎莫日内。1999年，该村被恢复至原名。

## 历史
2014年11月1日，由于頓巴斯親俄武裝袭击了该村附近的乌军阵地，导致一名乌军士兵受伤。11月20日，亲俄武装对乌军阵地再次开火，造成两名乌军士兵受伤。
2015年1月18日，亲俄武装试图对该村发动攻势，但被乌军还击，还被摧毁了一辆坦克和一个步兵群。1月27日，该村再次发生战斗，乌克兰内政部下属的聶伯1營摧毁了亲俄武装的一批狙击手。4月28日，亲俄武装向该村发动炮弹袭击，由于炮弹击中了院子，一名男子因伤势过重而死亡。6月2日，乌军中校米哈伊洛·戈里亚伊诺夫在该村附近阵亡，另一名乌军士兵受伤。而乌军方面称共有10-12名亲俄武装分子被还击打死。
2016年9月12 日，亲俄武装对该村附近的乌军进行炮击，导致一名乌军士兵丧生。
2021年2月24日，在该村附近，一名亲俄武装分子冲入乌军阵地，用刀试图袭击其中一名乌军士兵。结果，另一名乌军士兵逮捕了亲俄武装分子，并受到了轻微的刀割伤。

## 人口统计
根据2001年烏克蘭人口普查，该村的人口为1,908人。该村人口的母语比率占比：
- 乌克兰语：8.33%
- 俄语：82.91%
- 希腊语：8.54%